# Красивая Меча (Липецкая область)
Красивая Меча — деревня Большепоповского сельсовета Лебедянского района Липецкой области.

## География
Красивая Меча расположена на левом берегу реки Красивая Меча; на противоположном берегу находится деревня Иншаковка.
Севернее деревни находится Монастырский лес.

## Население
| 2010 |
| ---- |
| 0    |